# Bellegarde-sur-Valserine
Bellegarde-sur-Valserine ist eine ehemalige französische Gemeinde und heutige Commune déléguée im Département Ain in der Region Auvergne-Rhône-Alpes. Die Ortschaft in der Commune nouvelle Valserhône liegt im Arrondissement Nantua und ist Sitz des Kommunalverbandes Pays Bellegardien.

## Geographie
Bellegarde-sur-Valserine liegt auf 350 m, etwa 30 Kilometer westsüdwestlich der Stadt Genf (Luftlinie). Die Stadt erstreckt sich im Becken von Bellegarde, am Rand des französischen Juras, zwischen den Höhenzügen des Grand Crêt d’Eau (bis 1621 m) im Osten und des Plateau de Retord (rund 1300 m) im Westen. Das eigentliche Siedlungsgebiet liegt in einem Talkessel an der Mündung der Valserine in die Rhone. Diese zeichnet bei Bellegarde einen scharfen Bogen und wendet sich von der vorher überwiegend westwärts gerichteten Fließrichtung nach Süden.
Das 15,25 Quadratkilometer große ehemalige Gemeindegebiet ist im Rhônetal gelegen. Dabei bildet die Rhône stets die südliche Grenze. Sie fließt zunächst tief eingeschnitten in einem von Felswänden begleiteten Tal, das sich bei Bellegarde zu einem Kessel öffnet. Hier mündet von Norden her die Valserine. Westlich der Stadt ändert die Rhône ihre Fließrichtung abrupt nach Süden. Sie wird hier durch die Talsperre Génissiat zu einem langgezogenen stehenden Gewässer aufgestaut. Bis zu deren Fertigstellung im Jahr 1948 verschwand ein Teil des Rhônewassers bei Bellegarde im porösen kalkhaltigen Untergrund (Pertes du Rhône), weswegen der Fluss hier sehr schmal war und seit alters her leicht passiert werden konnte. Diese Stelle wurde durch den Aufstau der Rhône überflutet. Auch die Valserine, die hier aus einem schluchtartigen Tal austritt, besitzt eine Versickerungsstelle (Pertes de la Valserine) und eine Naturbrücke.
Westlich des Talkessels von Bellegarde reicht das Gemeindegebiet über einen Steilhang auf das Plateau der Michaille (rund 480 m), das am Fuß des Jurakamms von Retord liegt. Östlich von Valserine und Rhône erstreckt sich das Gemeindeareal in einem schmalen Streifen über den Steilhang bis auf den Höhenrücken von Sorgia und auf die Südabdachung des Grand Crêt d’Eau, auf der mit 1542 m die höchste Erhebung von Bellegarde-sur-Valserine erreicht wird. Dieser Gemeindeabschnitt ist Teil des Naturreservats Haute Chaîne du Jura und des Regionalen Naturparks Haut-Jura, mit dem sie auch als offizieller Zugangsort assoziiert ist.
Zu Bellegarde-sur-Valserine gehören neben der eigentlichen Stadt auch verschiedene Dörfer, Weiler und Gehöfte:
- Arlod (365 m) in der Talniederung westlich der Rhône, südlich an Bellegarde anschließend
- Mussel (370 m) in der Talniederung westlich der Rhône, südlich an Bellegarde anschließend
- Musinens (440 m) am Rand des Plateaus von Michaille, oberhalb von Bellegarde
- Coupy (400 m) am Fuß des Grand Crêt d’Eau über der Rhône, östlich an Bellegarde anschließend
- La Maladière (450 m) auf einem Geländevorsprung am Fuß des Grand Crêt d’Eau, über der Rhône
- Vanchy (480 m) auf einem Geländevorsprung am Fuß des Grand Crêt d’Eau, über der Rhône[2]

Nachbargemeinden von waren Châtillon-en-Michaille und Lancrans im Norden, Léaz im Osten, Éloise und Saint-Germain-sur-Rhône im Süden sowie Billiat und Villes im Westen. Die beiden Erstgenannten bilden heute mit Bellegarde-sur-Valserine die Gemeinde Valserhône.

## Geschichte

Versickerungsstrecke Pertes du Rhône (seit 1948 überflutet)

Schon zur Römerzeit besaß das Gebiet des heutigen Bellegarde am Rhôneübergang eine wichtige strategische Bedeutung. Der Übergang wurde durch einen Wachtturm gesichert, und wahrscheinlich befand sich hier eine kleine Siedlung.
Im Lauf des Mittelalters entwickelte sich Musinens auf der Höhe nordwestlich des Talkessels von Bellegarde zur Hauptsiedlung des heutigen Gemeindegebietes. Daneben bildete Arlod im 12. Jahrhundert eine eigene Herrschaft. Bellegarde war dagegen nur ein kleiner Weiler, der zur Gemeinde Musinens gehörte.
Dies änderte sich jedoch schlagartig in der Zeit von 1853 bis 1858 mit dem Bau der Eisenbahnlinie von Lyon nach Genf, die entlang der Rhône durch den Talkessel von Bellegarde geführt wurde. Per kaiserliches Dekret von Napoléon III. vom 6. Dezember 1858 wurde die Gemeinde von Musinens in Bellegarde umbenannt. Ab Mitte des 19. Jahrhunderts ließen sich entlang der Rhône verschiedene Fabriken nieder, welche auf die Wasserkraft angewiesen waren. Dazu gehörten vor allem Spinnereien, Papierfabriken und Sägereien. 1874 nahm ein erstes Wasserkraftwerk am Zusammenfluss der Rhone und der Valserine den Betrieb auf, die Centrale hydraulique de la Jonction. Die Energie wurde hier noch mechanisch durch Drahtseiltransmission übertragen, ähnlich wie beim Moserdamm am Rhein bei Schaffhausen. 1884 wurde an der Valserine das erste Wasserkraftwerk zur Erzeugung elektrischen Stroms in Frankreich fertiggestellt, realisiert durch den Schweizer Louis Dumont und die Franzosen Maurice de Chanteau und Émile Reynier.  Bellegarde wurde damit zum ersten Ort Frankreichs, welcher über eine öffentliche elektrische Beleuchtung verfügte.
Zusammen mit der Ansiedlung der Fabriken entwickelte sich der ehemalige Weiler rasch zu einer Industriestadt mit zahlreichen Arbeiterwohnungen. Der wirtschaftliche Aufschwung hielt bis zum Beginn des Zweiten Weltkrieges an. Als letzter Bahnhof in Frankreich vor der seit 1815 bestehenden Freihandelszone von Genf war Bellegarde zugleich auch Zollstation. Mit der Fertigstellung des Staudamms von Génissiat und dem Aufstau der Rhône im Jahre 1948 wurde eine bedeutende Touristenattraktion, die Versickerungsstelle der Rhône, überflutet, was zu einem markanten Rückgang der Einnahmen durch den Tourismus führte.

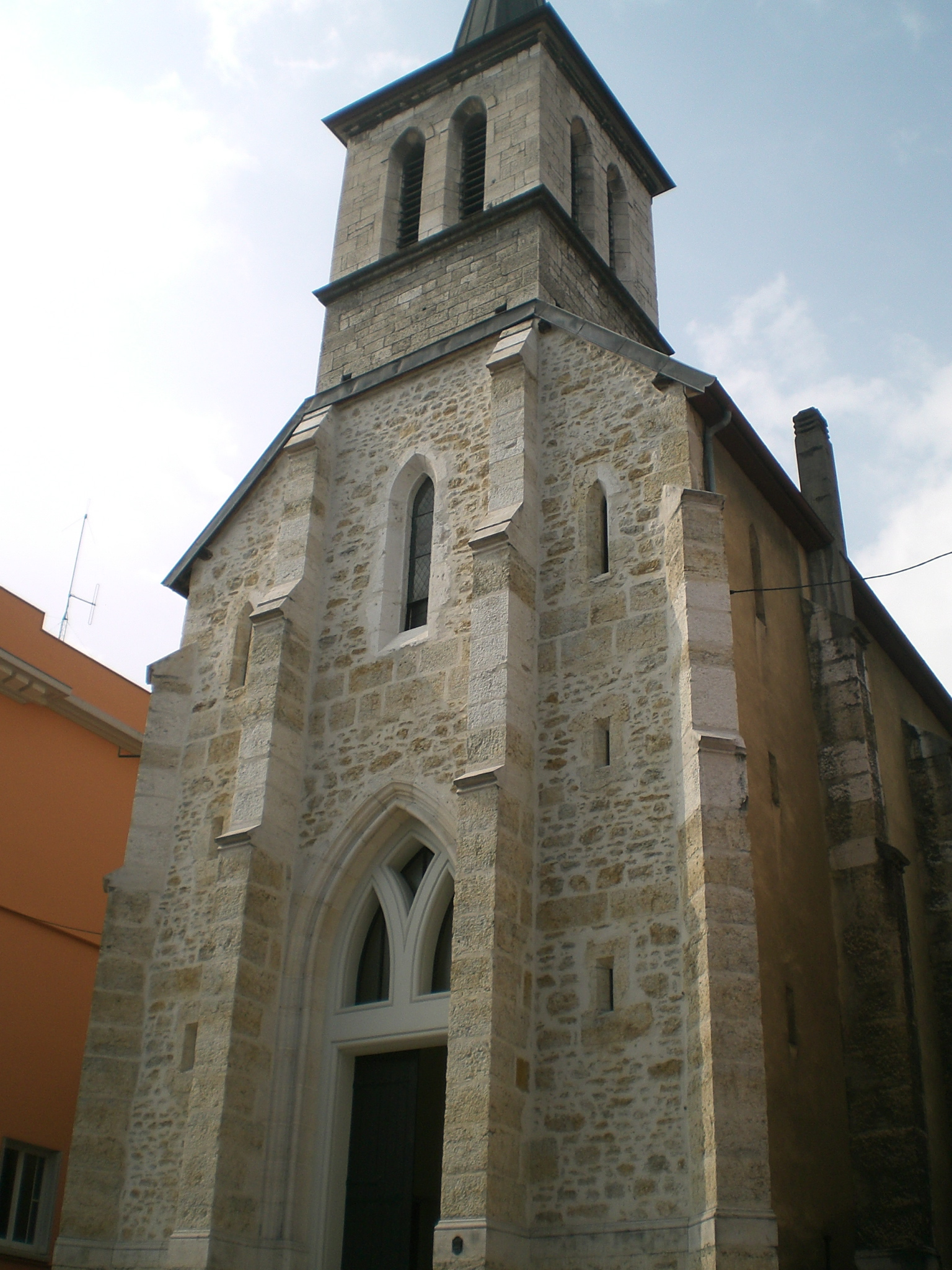
Pfarrkirche

Um 1970 konnte Bellegarde, das seit dem 18. Oktober 1956 offiziell Bellegarde-sur-Valserine hieß, durch zwei Eingemeindungen sein vorher eng begrenztes Stadtgebiet vergrößern. Die erste Eingemeindung von 1966 betraf Coupy. Ursprünglich gehörte das Gebiet um Coupy und Vanchy zur Gemeinde Lancrans. Zusammen mit Confort wurden diese beiden Ortschaften 1858 von Lancrans abgetrennt und in der Gemeinde Vanchy zusammengefasst. 1905 wurde die Gemeinde Vanchy in Coupy umbenannt und 1966 mit Bellegarde-sur-Valserine fusioniert. Mit Wirkung auf den 1. Januar 1971 wurde auch das südwestlich der Industriestadt gelegene Arlod eingemeindet.

## Sehenswürdigkeiten
Als rasch gewachsene Industriestadt ohne mittelalterlichen Kern hat Bellegarde-sur-Valserine nur wenige Sehenswürdigkeiten zu bieten. Dazu zählen die 1853 erbaute Pfarrkirche, die ursprünglich im gotischen Stil errichtete Kirche von Arlod, deren Chor aus dem 15. Jahrhundert stammt, die Kirche von Vanchy und das Schloss von Musinens. Zu den verbliebenen Natursehenswürdigkeiten gehören die Pertes de la Valserine nördlich der Stadt. Hier stürzt die Valserine mit einem Wasserfall in eine Felsschlucht und verschwindet danach unter der Naturbrücke Pont des Oules.

## Bevölkerung
| Jahr | Einwohner |
| ---- | --------- |
| 1858 | 00.512    |
| 1908 | 02450     |
| 1938 | 05071     |
| 1948 | 05407     |
| 1962 | 09692     |
| 1968 | 10.833    |
| 1975 | 11.593    |
| 1982 | 11.097    |
| 1990 | 11.153    |
| 1999 | 10.846    |
| 2006 | 11.497    |
| 2011 | 11.630    |
| 2022 | 11.101    |

Mit 11.101 Einwohnern (Stand 1. Januar 2022) gehörte Bellegarde-sur-Valserine zu den größten Gemeinden des Départements Ain. Aufgrund der Industrialisierung wuchs die Einwohnerzahl in der zweiten Hälfte des 19. Jahrhunderts sowie zu Beginn des 20. Jahrhunderts stark an. Danach kam es zu einer Stagnation, der wiederum ab 1950 ein rasches Wachstum folgte. Einen Höhepunkt bezüglich Einwohnerzahl erreichte Bellegarde-sur-Valserine Mitte der 1970er Jahre mit rund 11.600 Personen. In der Folge wurde insgesamt ein leichter Bevölkerungsrückgang verzeichnet, der bei der Jahrtausendwende wieder in eine Wachstumsphase mündete. Die Ortsbewohner von Bellegarde-sur-Valserine heißen auf Französisch Bellegardien(ne)s.

## Wirtschaft, Kultur und Infrastruktur
Bellegarde-sur-Valserine, einst in einem landwirtschaftlich genutzten Gebiet gelegen, ist heute eine bedeutende Industriestadt. Es gibt verschiedene Großunternehmen sowie zahlreiche Betriebe des Klein- und Mittelgewerbes. Zu den bedeutenden Industriebranchen zählen derzeit die Kunststoffverarbeitung, die Textilindustrie, feinmechanische Werkstätten, Druckereien, die Herstellung von Dichtungen, Nahrungsmittelverarbeitung, Verpackungsindustrie und das Baugewerbe. Dank der guten Verkehrsanbindung steigt auch stetig der Anteil der Wegpendler, die als Grenzgänger in der Region Genf einer Arbeit nachgehen.
Seit 1995 wird in Bellegarde-sur-Valserine alljährlich das Comic-Festival abgehalten. Zu den weiteren kulturellen Einrichtungen zählen das Théâtre Jeanne d’Arc, der Karneval, das Schlossfest von Musinens und das Centre Jean Vilar.
Die Stadt bildet einen Verkehrsknotenpunkt im Osten des Départements Ain. Sie liegt am Kreuzungspunkt der Straßen von Bourg-en-Bresse via Nantua nach Annecy respektive von Genf durch das Rhônetal nach Belley. Weitere regionale Straßenverbindungen bestehen mit Mijoux und dem Plateau de Retord. Südlich von Bellegarde-sur-Valserine überquert die Autobahn A40 das Rhônetal mit einer rund einen Kilometer langen und 70 Meter hohen Auslegerbrücke. Der nächste Anschluss an der 1982 eröffneten Autobahn befindet sich in einer Entfernung von rund drei Kilometern.
Seit 1858 ist Bellegarde-sur-Valserine durch die Bahnstrecke Lyon–Genève erschlossen. Am Bahnhof Bellegarde befindet sich die Abzweigung der Nebenlinie via Nantua nach Bourg-en-Bresse. Die Strecke wurde nach ihrer Stilllegung 1990 im Jahr 2010 wiedereröffnet. Auf dem Plateau der Michaille oberhalb von Bellegarde befindet sich der Flugplatz Bellegarde-Vouvray.
In Bellegarde-sur-Valserine befinden sich sechs Grundschulen (école élémentaire, davon 5 mit Vorschulklassen) und eine separate Vorschule (école maternelle), zwei Gesamtschulen (collège) sowie eine Schule der Sekundarstufe II (lycée).

## Gemeindepartnerschaften
- Bretten in Baden-Württemberg (seit 2001)
- Saint-Christophe im Aostatal (Italien)